# Pelobates varaldii
Espèce
Statut de conservation UICN

 EN B2ab(iii) : En danger
Pelobates varaldii est une espèce d'amphibiens de la famille des Pelobatidae.

## Répartition
Cette espèce est endémique du Maroc. Elle se rencontre jusqu'à 350 m d'altitude en populations fragmentées dans les régions côtières,.

## Étymologie
Cette espèce est nommée en l'honneur de Marcel Varaldi.

## Publication originale
- Pasteur & Bons, 1959 : Les batraciens du Maroc. Travaux de l'Institut Scientifique Chérifien, Série Zoologique, Rabat, vol. 17, pp. 117-136.